# Tevfik Kış
Tevfik Kış (10. srpna 1934 – 4. září 2019 Ankara) byl turecký zápasník, olympijský vítěz z roku 1960.

## Sportovní kariéra
Narodil se a vyrostl v obci Pelitcik v provincii Çorum. Od mala se věnoval tradičnímu tureckému zápasu karakucak v okresním městě Kargı. Po skončení školní docházky narukoval do turecké armády v hlavním městě Ankaře. V Ankaře si ho všiml olympijský vítěz Yaşar Doğu a přesvědčili ho aby v Ankaře zůstal a věnoval se olympijskému zápasu.
V roce 1959 se poprvé dostal do turecké reprezentace v klasickém stylu a v roce 1960 startoval na olympijských hrách v Římě ve váze do 87 kg. Po úvodní výhře nad Švýcarem Kurtem Rusterholzem, dosáhl ve druhém kole remízy s Bulharem Krali Bimbalovem. Ve čtvrtém kole měl štěstí na volný los a po pátého kola měl s Bulharem Bimbalovem, Maďarem Péterem Pitim a gruzínským Sovětem Givi Kartozijou shodně 5 negativním klasifikačních bod. V šestém kole porazil verdiktem Kartoziju a stejným výsledkem porazil Bimbalov Pitiho. S Bimbalovem měl po šestém kole shodně 6 negativních klasifikačních bodů a vzájemnou remízu ze druhého kola. O jeho vítězství tak rozhodla nižší tělesná hmotnost před turnajovým vážením. Získal zlatou olympijskou medaili.
V roce 1964 jako úřadující olympijský vítěz a dvojnásobný mistr světa utrpěl v přípravě na olympijské hry v Tokiu zlomeninu nohy a do začátku olympijských her se nestihl zotavit – nahrazoval ho Yavuz Selekman. Svého druhého startu na olympijských hrách se dočkal v roce 1968. V Mexiku prohrál poprvé ve třetím kole s východním Němcem Lotharem Metzem a v dalším kole ho z turnaje vyřadil dosažením 6 negativních klasifikačních bodů Rumun Nicolae Neguț. Sportovní kariéru ukončil v roce 1969. Věnoval se trenérské a funkcionářské práci v Ankaře, kde zemřel v roce 2019.

## Výsledky

### Řecko-římský styl
| Turnaj             | 1960 | 1961 | 1962 | 1963 | 1964 | 1965 | 1966 | 1967 | 1968 |
| Turnaj             | 26   | 27   | 28   | 29   | 30   | 31   | 32   | 33   | 34   |
| Turnaj             | −87  | −87  | −87  | −87  | −87  | −87  | −87  | −87  | −87  |
| ------------------ | ---- | ---- | ---- | ---- | ---- | ---- | ---- | ---- | ---- |
| Olympijské hry     | 1.   |      |      |      | —    |      |      |      | úč.  |
| Mistrovství světa  |      | 4.   | 1.   | 1.   |      | 4.   | 2.   | —    |      |
| Mistrovství Evropy |      |      |      |      |      | ?    | 1.   | 5.   | —    |